# 8月19日
8月19日是阳历年的第231天（闰年是232天），离一年的结束还有134天。

## 大事记

### 19世紀以前
- 1274年：愛德華一世從第九次十字軍東征返回英格蘭後不久，在西敏寺加冕為英格蘭國王，距離其父親亨利三世去世已近兩年。
- 1352年：元朝末年红巾军首领徐寿辉攻入杭州。
- 1587年：教宗思道五世宣布，天主教发动对英格兰的战争。
- 1745年：英俊王子查理在蘇格蘭的格蘭芬南升起了詹姆士黨的旗幟，企圖為其父親奪回英國王位，這也是1745年詹姆士黨叛亂的開始。
- 1772年：瑞典國王古斯塔夫三世發動政變奪取權力。

### 19世紀
- 1839年：银版摄影法发明。
- 1856年：炼奶获得美国专利授权。
- 1861年：清朝军队于广西平南城大破天地会大成国武装。
- 1866年：洋务运动：左宗棠设立福州船政局。
- 1887年：德米特里·伊万诺维奇·门捷列夫乘热气球升到高空观察日食。
- 1896年：臺灣總督府派楠瀨幸彥上校和藤井幸槌上尉為委員，赴基隆調查築港事宜。[1]

### 20世紀
- 1903年：在色雷斯东部爆发了保加利亚人反对土耳其的普列欧布拉兹赫尼起义。
- 1905年：俄国沙皇尼古拉二世宣布成立國家杜馬。
- 1908年：比利时正式兼併剛果自由邦，更名比屬剛果。
- 1918年：欧洲爆发西班牙流感，夺去2000多万人的生命。
- 1919年：在第三次英国－阿富汗战争后，阿富汗酋长国埃米尔阿曼诺拉汗宣告阿富汗的独立主权。
- 1920年：坦波夫省農民發動坦波夫起義，反對蘇俄的布爾什維克政府。
- 1934年：全民公投支持最近合併德國總理和總統的職位，鞏固了阿道夫·希特勒的最高權力。
- 1942年：第二次世界大戰：斯大林格勒会战开始。
- 1942年：第二次世界大戰：同盟國部隊發起登陸作戰，攻擊遭德國佔領的法國重要港口第厄普，但最終以失敗告終，造成3,000多人陣亡、受傷或被俘。
- 1943年：第二次世界大戰：魁北克会议上，罗斯福和丘吉尔签订了英美共同研制原子武器的秘密协定。
- 1944年：第二次世界大戰：巴黎抵抗力量举行起义，与德军进行巷战。25日，巴黎解放。
- 1945年：胡志明在河内建立北越政府。
- 1947年：维生素A全合成首次实现。
- 1948年：中华民国总统蒋中正发布命令，要求民众将黄金、白银、外币兑换成金圆券。
- 1953年：英國和美國情報機構策劃推翻伊朗首相穆罕默德·摩薩台，國王穆罕默德-李查·巴勒維掌權。
- 1956年：泰国政府最高顾问乃讪在泰国首相鑾披汶·頌堪的支持下，通过绝密的渠道将自己的儿女送到中国求学。周恩来戏称中泰关系的「人质外交」。
- 1960年：两只苏联太空犬搭乘史泼尼克5号宇宙飞船进入地球轨道，并开始环绕地球。
- 1960年：冷战：1960年U-2击坠事件中被俘的飞行员弗兰西斯·加利·鲍威尔被苏联军事法院判入狱3年及苦役7年。
- 1960年：世界上首座商业核反应堆在美国建成。
- 1966年：文化大革命：江青在北京掀起了一场“破四旧”运动。
- 1968年：河北中山靖王墓发掘完成。
- 1978年：中国取消红卫兵组织。
- 1980年：沙烏地阿拉伯航空163號班機起飛後不久貨艙著火，在返回沙烏地阿拉伯利雅德當地機場緊急迫降後仍造成301人死亡。
- 1989年：香港九龍美孚新邨揭發肢解女屍案。
- 1991年：苏联副总统根纳季·亚纳耶夫等人发动政变接掌政权，并软禁总统米哈伊尔·戈尔巴乔夫。
- 1994年：中国中央国家机关首次招考公务员。
- 1998年：香港商業電台節目主持人鄭經翰在上班途中遇襲，身中多刀受重傷，後來逐漸康復。商台及警方一度懸紅緝兇。
- 2000年：三江源自然保护区正式成立。

### 21世紀
- 2003年：联合国驻伊拉克分部遭汽车炸弹袭击，包括最高大使塞爾吉奧·維埃拉·德梅洛在内的22人遇难。
- 2005年：马英九正式接任中国国民党主席。
- 2009年：在流亡 22 年後，查德前總統古庫尼·韋戴宣布回歸祖國[2]。
- 2012年：中国及日本活动人士就钓鱼岛主权问题在多地举行示威。
- 2017年：2017年夏季世界大學運動會在台北開幕。
- 2017年：2017年东南亚运动会在吉隆坡開幕。
- 2021年：伊斯蘭武裝組織塔利班在攻占首都喀布爾後，宣布復辟阿富汗伊斯蘭酋長國。
- 2023年：俄罗斯月球探测器月球25号在月球坠毁，任务失败。

## 出生
- 1843年：琅威理，英國皇家海軍軍官（1906年逝世）
- 1847年：黃飛鴻，中國武術家（1925年逝世）
- 1848年：古斯塔夫·卡耶博特，法國印象派畫家（1894年逝世）
- 1862年：莫里斯·巴雷斯，法國小說家、散文家（1923年逝世）
- 1870年：伯納德·巴魯克，美國金融家、股票投資商、慈善家、政治家，曾任美國總統顧問（1965年逝世）
- 1871年：奥维尔·莱特，美國飛機設計師（1948年逝世）
- 1881年：乔治·埃内斯库，羅馬尼亞作曲家（1955年逝世）
- 1883年：若澤·門德斯·卡貝薩達斯，葡萄牙海軍軍官、政治人物（1965年逝世）
- 1883年：可可·香奈尔，法國時装設計師，時尚品牌香奈兒創始人（1971年逝世）
- 1897年：羅門·維許尼亞克，美籍俄裔攝影師（1990年逝世）
- 1904年：張深切，臺灣哲學家（1965年逝世）
- 1914年：雷蒙·馬塞蘭，法國政治人物，曾任法國內政部長（2004年逝世）
- 1917年：邁爾康·福布斯，美國產業分析家（1990年逝世）
- 1918年：尚卡爾·達亞爾·夏爾馬，印度政治人物，第9任印度總統（1999年逝世）
- 1921年：金·羅登貝瑞，美國編劇、電視製作人（1991年逝世）
- 1924年：威拉德·博伊爾，加拿大物理學家，2009年諾貝爾物理學獎得主（2011年逝世）
- 1927年：釋星雲，台灣佛教法師（2023年逝世）
- 1928年：伯纳德·列文，英國記者、評論員、專欄作家（2004年逝世）
- 1935年：杜米特魯·拉杜·波佩斯庫，羅馬尼亞小說家、詩人、戲劇家、散文家、短篇小說家（2023年逝世）
- 1935年：斯多里·马斯格雷夫，美國宇航员
- 1939年：艾伦·贝克，英國数学家（2018年逝世）
- 1939年：金格·貝克，英國鼓手、歌手（2019年逝世）
- 1942年：松本白鸚，日本歌舞伎演員、音樂劇演員、舞踴家
- 1943年：黃一飛，香港男演員
- 1946年：加藤正幸，日本企業家，日本Falcom創辦會長（2024年逝世）
- 1946年：狄龍，香港男演員
- 1946年：比尔·克林顿，美國政治家，第42任美國總統
- 1948年：鈴木敏夫，日本動畫製作人
- 1951年：尚·呂克·梅蘭雄，法國政治人物
- 1951年：約翰·迪肯，英國音樂家，搖滾樂團皇后合唱團貝斯手
- 1953年：龐建國，台灣政治人物（2022年逝世）
- 1959年：中島一基，日本編劇、劇作家
- 1959年：，美國NBA聯盟前職業籃球運動員
- 1962年：迈克尔·马西莫诺，美國宇航员
- 1963年：葉世榮，香港樂隊Beyond鼓手
- 1963年：約翰·史坦摩斯，美國男演員
- 1964年：皮特·芮基茲，美國政治人物
- 1965年：凱拉·塞吉薇克，美國女演員
- 1966年：薩利赫·阿魯里，巴勒斯坦哈馬斯高級領導人（2024年逝世）
- 1967年：薩蒂亞·納德拉，印度裔美國企業家，現任微軟執行長。
- 1969年：馬修·派瑞，美國男演員（2023年逝世）
- 1969年：立浪和義，日本棒球運動員
- 1970年：陳廷軒，香港配音員
- 1972年：鄭秀文，香港女歌手、演員
- 1972年：安西信行，日本漫畫家
- 1972年：米倉千尋，日本歌手
- 1973年：黃國昌， 台灣政治人物
- 1973年：馬高·馬特拉斯，意大利足球運動員
- 1976年：帕布羅·拉瑞恩，智利電影導演
- 1977年：山田貴洋，日本音樂家，搖滾樂團亞細亞功夫世代貝斯手
- 1978年：鶴岡聰，日本男性聲優
- 1979年：金陶塔斯·帕魯克斯，立陶宛政治人物
- 1979年：路易斯·馮·安，瓜地馬拉企業家、計算機科學家
- 1980年：藤岡靛，日本男藝人
- 1980年：朴忠栽，韓國男子偶像團體神話成員
- 1981年：唐豐，台灣演員
- 1985年：琳賽·雅各貝利斯，美國女子單板滑雪運動員
- 1986年：木村沙織，日本女子排球運動員
- 1986年：陳泂江，新加坡男演員
- 1986年：國蛋，台灣男歌手
- 1987年：廖仲謙，香港歌手
- 1987年：尼古拉斯·賀根堡，德國一級方程式賽車車手
- 1988年：蘇暐淇，台灣女演員
- 1988年：夏宇童，台灣女歌手、藝人
- 1989年：李又汝，台灣女藝人
- 1991年：藤原聰，日本搖滾樂團Official髭男dism成員
- 1994年：泰勒·米斯勒查克，加拿大男子鐵人三項運動員
- 1994年：納菲薩圖·蒂亞姆，比利時女子田徑運動員
- 1995年：段藝璇，中國女子偶像團體SNH48成員
- 1995年：苞娜，韓國女子偶像團體宇宙少女成員
- 1996年：維塔利·斯卡昆，烏克蘭戰鬥工兵、烏克蘭英雄（2022年逝世）
- 1996年：鈴木翔天，日本職業棒球運動員
- 1996年：Yerin，韩國女子偶像團體GFRIEND成員
- 1997年：李袁杰，中國男歌手
- 1997年：土屋李央，日本女性聲優
- 1997年：白砂沙帆，日本女性聲優
- 1997年：率濱，韓國女子偶像團體LABOUM成員
- 1998年：安田陸矢，日本男性聲優
- 1998年：Umji，韩國女子偶像團體VIVIZ成員
- 1999年：東條夏，日本AV女優
- 2001年：高君雨，中國女演員
- 生年不詳：白砂沙帆，日本女性聲優

## 逝世
- 14年：奥古斯都，罗马帝国开国皇帝（前63年出生）
- 310年：漢光文帝劉淵，漢趙開國君王（生年不詳）
- 472年：李希梅爾，羅馬帝國將領（約418年出生）
- 1580年：安德烈亚·帕拉弟奥，義大利建築師（1508年出生）
- 1662年：布莱士·帕斯卡，法国数学家、物理学家、思想家（1623年出生）
- 1766年：清高宗繼皇后那拉氏，清朝女性皇族，乾隆帝第二任皇后（1718年出生）
- 1769年：馬修·別廷翰，英國建築師（1699年出生）
- 1777年：約翰·克里斯蒂安·波利卡普·埃克斯勒本，德國博物學家（1744年出生）
- 1819年：詹姆斯·瓦特，英国发明家（1736年出生）
- 1864年：張定，越南軍事人物（1820年出生）
- 1901年：尚泰王，最後一位琉球國中山王（1843年出生）
- 1917年：菊池大麓，日本政治人物、教育家、數學家、地震學家、啟蒙思想家（1855年出生）
- 1923年：維爾弗雷多·帕雷托，義大利經濟學家、社會學家（1848年出生）
- 1924年：費迪南·薛瓦勒，法國郵遞員（1836年出生）
- 1925年：王尽美，中国共产党创始人之一（1898年出生）
- 1937年：北一輝，日本思想家、社會活動家、政治哲學家（1883年出生）
- 1957年：卡爾-古斯塔夫·羅斯貝，瑞典、美國氣象學家，芝加哥氣象學派創始人（1898年出生）
- 1967年：雨果·根斯巴克，盧森堡裔美國發明家、作家、雜誌出版商（1884年出生）
- 1975年：艾瑪·豪歌，美國社會活動家、慈善家、心理健康倡導者、藝術贊助人、收藏家，20世紀德克薩斯州最受尊敬的女性（1882年出生）
- 1977年：格魯喬·馬克思，美國男演員、喜劇演員（1890年出生）
- 1977年：早坂一郎，日本古生物學家、地質學家（1891年出生）
- 1994年：萊納斯·鮑林，美國化學家，1954年諾貝爾化學獎及1962年諾貝爾和平獎得主（1901年出生）
- 1998年：瓦西里·阿爾希波夫，蘇聯海軍軍官（1926年出生）
- 2003年：塞爾吉奧·維埃拉·德梅洛，巴西籍聯合國外交官（1948年出生）
- 2004年：羅能士，香港政府政務官（1925年出生）
- 2008年：利維·姆瓦納瓦薩，尚比亞政治人物，曾任尚比亞總統（1948年出生）
- 2012年：悉達·華爾頓，美國音樂家（1934年出生）
- 2012年：東尼·史考特，英國電影導演、電影監製（1944年出生）
- 2014年：詹姆斯·福利，美國記者（1973年出生）
- 2021年：李行，臺灣電影導演（1930年出生）
- 2021年：千葉真一，日本男演員（1939年出生）
- 2021年：查克·克洛斯，美國畫家、攝影師（1940年出生）
- 2021年：比爾·弗里罕，美國職棒大聯盟捕手（1941年出生）
- 2022年：泰克拉·朱尼维茨，波兰超级人瑞（1906年出生）
- 2023年：約翰·沃諾克，美國計算機科學家，Adobe聯合創始人（1940年出生）
- 2023年：山本二三，日本美術監督、導演（1953年出生）
- 2024年：瑪麗亞·布拉尼亞斯·莫雷拉，西班牙超級人瑞（1907年出生）
- 2024年：米歇爾·蓋拉爾，法國廚師、作家（1933年出生）

## 节假日和习俗
- 世界攝影日
- 世界人道主義日
- 阿富汗：独立日
- 中华人民共和国：医师节
- 美国：全國航空日（英语：National Aviation Day）